# Egersund
Egersund er en kystby i Rogaland fylke i Norge og ligger i Eigersund Kommune, som har 13.429 (2005) indbyggere, hvoraf 9.502 (2005) bor i byen. Byens areal er 6,0 km².
Egersund var en vigtig havn med bebyggelse allerede i vikingetiden, hvor den var et kultsted for hedensk gudsdyrkelse. Den fik egen kirke tidligt i middelalderen. Egersund fik bystatus i 1798 og blev en selvstændig kommune i 1837. I 1947 overførtes en del af Eigersund (515 indbyggere) til Egersund.
1. januar 1965 blev Egersund Kommune slået sammen med Helleland- og Eigersund kommuner samt dele af Heskestad Kommune til den nye Eigersund Kommune.
Byen har en af de bedste naturlige havne i Norge og er Norges største fiskerihavn målt på kvantum landet fisk. Blandt større virksomheder i byen er Navico (tidligere Robertson, autopilot-producent) og C-Map (producent af elektroniske søkort) samt Kværner. Det meste af byens industri har relation til søfart.
Seværdigheder i og nær byen inkluderer Fayancemuseet, Dalane Folkemuseum og Eigerøy fyr. En mere ukendt seværdighed er «Stoplesteinan», som er en mere end tusind år gammel stenring, der kan minde lidt om Stonehenge i England. Stoplesteinan ligger lige ovenfor Skårabrekkå i Egersund.
Egersund blev i 2007 kåret til Norges smukkeste småby.

## Historie
Der har boet mennesker i distriktet omkring Egersund helt fra stenalderen, og der findes levn af bosættelser, som kan dateres til folkevandringstiden (400–600 e.Kr.) Navnet Egersund, der stammer fra den gamle norske betegnelse for strædet mellem Eigerøya og fastlandet, Eikundarsund, henviser til de rige forekomster af egetræer på øen og i området i øvrigt i gamle dage, og navnet er blandt de ældste stednavne i Norge. I formen Eikundarsund findes det i Olav den Helliges saga. Omkring år 1000 lå Olav den Helliges flåde ofte på stedet.
Fra 1292 kendes kirken St. Maria kirke, da den er nævnt i et afladsprivilegium udstedt i Rom 5. februar 1292 af Pave Nikolaus 4., hvori den kaldes Ecclesia beatæ Mariæ de Eikundarsund. Det var den første kirke i Eikundarsund (Egersund), og den var sognekirke i Maria kirkesogn. Det menes, at den lå på stedet, hvor Egersund Kirke nu ligger.
Et kapel på stedet, St. Laurenti kapel, er nævnt i et brev fra 5. februar 1308 som Ecclesia beati Laurentii de Eikundarsund, hvor Pave Clemens 5. giver kong Håkon 5. Magnusson udstrakte privilegier vedrørende kongens 14 kapeller (og deriblandt St. Laurenti kapel), som var grundlagt af ham selv eller af hans far kong Magnus Lagabøte og bedstefar kong Håkon Håkonsson. Da disse kapeller ofte byggedes på kongsgårde, antages det at have ligget på et areal, ejet af Husabø gård. En gammel tradition går ud på, at der har ligget en kirke i Strandgata 43, men den nøjagtige position er usikker.
I 1623 blev den gamle kirke (sandsynligvis St. Maria Kirke) jævnet med jorden og genrejst som Egersund kirke, som står i dag.
Egersunds bystatus regnes fra 18. juli 1798, hvor byen blev godkendt som ladeplads, hvorved den fik eget tolddistrikt og kunne drive handel og import, uden at det skulle gå over Stavanger.
I 1701 havde Egersund ca. 200 indbyggere, og allerede i 1745 nåede den 500-600 indbyggere og 1758 682 indbyggere, mere end 3 gange så mange som 57 år tidligere.
Ved en bybrand i 1843 nedbrændte 2/3 af husene i centrum. Branden startede om eftermiddagen torsdag den 14. september 1843, og ilden spredte sig hurtigt fra hus til hus på grund af den tætte træhusbebyggelse. 700 mennesker blev husvilde, men der var ingen omkomne. Efter branden blev der udpeget en reguleringskommission, som planlagde gader og bebyggelse, og derefter fremstod centrum som en helt ny by med bredere gader og luft mellem husene. Strandgaten blev den nye hovedgade.
Egersunds Fayancefabriks Co. A/S grundlagdes i 1847 og virkede, indtil den blev nedlagt i 1979. Fajance fra Egersund er i dag et samleobjekt.
Der var bybrande både 7. juli 1859 og 20. oktober 1862, men ikke så alvorlige som den tidligere.
Jernbanen fra Stavanger til Egersund åbnedes 1878 og videreførtes til Flekkefjord i 1904. I 1905 fik Egersund elektrisk belysning som første by i Rogaland. Elektriciteten kom fra et kraftværk ved Øgreifossen.
Ved angrebet på Norge under 2. verdenskrig den 9. april 1940 var Egersund blandt de første byer i Norge, som blev invaderet af de tyske tropper, der kunne bruge den gode havn og samtidig afbryde telegraflinjen mellem Norge og England, som gik her. Under besættelsen oprettede tyskerne store lejrområder i distriktet (Slettebø, Stapnes og Nordre Eigerøy).
Jernbanen blev i 1944 forbundet med Sørlandsbanen via Sira.
Fra 1947 til begyndelsen af 1990'erne var byen hjemsted for en centralinstitution for psykisk udviklingshæmmede, oprettet af norsk Røde Kors.

## Erhvervsliv
Egersund er kendt for fajance og fiskeri. Fajancefabrikken blev som nævnt nedlagt i 1979, men Egersund er fremdeles en vigtig by inden for fiskeri og sildeolie.
Også de første næringsveje i kommunen var knyttet til søen eller til jordbrug og husdyrhold. I vikingetiden var desuden handel vigtig for byen. Men hele kystbefolkningens eksistens har altid været stærkt afhængigt af fiskeriet, hvor vårsildfiskeriet var af størst betydning, men silden forsvandt i perioder helt fra gydepladserne og skabte nedgangstider for byen. I første halvdel af 1990-tallet fik havnen stor fremgang. Mængden af fisk, som indgår til Egersund havn, er aftaget de senere år, men byen har fortsat en stor fiskerihavn.
Den del af Egersunds erhvervsliv, som ikke relaterer sig direkte til fiskeri, er alligevel i høj grad forbundet med havet og skibe. F.eks. findes der fabrikker til fremstilling af trawl, sildeoliefabrikker og lignende. Af ikke-maritime virksomheder findes bl.a. en mineralvandsfabirk og et slagteri.
Norges eneste virksomhed til produktion af grammofonplader ligger i byen (2018).

## Trafik
Via riksvei 42 er der vejforbindelse østover til Vest-Agder via E39, som også går videre mod nord i Rogaland til Sandnes og Stavanger. Riksvei 44 går mod nord gennem Jæren til Sandnes og Stavanger og sydpå gennem Sokndal og Jøssingfjord til Flekkefjord.
Egersund ligger kun en times kørsel fra Stavanger Lufthavn (Sola).
Vestlandets første jernbane, (Jærbanen), med forbindelse til Stavanger åbnedes 27. februar 1878.

## Bydele
- Centrum
  - Damsgård
  - Havsøy
  - Husabø
  - Lervige
  - Mosbekk
  - Sandbakkan
  - Årstad
  - Årstaddalen
- Eie
- Eigerøy
- Hestnes
- Lagård (herunder Grøne Bråden, Langevann og Egebakken)
- Rundevoll (også kaldes Golan)
- Slettebø (Bakkebøområdet)
- Tengs

## Seværdigheder
- Dalane Folkemuseum er regionsmuseum for Dalane. Museets hovedafdeling ligge i otte bygninger på Slettebø i Eigersund og er i sig selv godt bevaret lokalhistorie. Den store hovedbygning er bygget omkring 1850 og der udstilles genstande fra tilværelse og erhverv i distriktet i gamle dage
- Egersund Fayancemuseum er en afdeling af Dalane folkemuseum. Det er Norges første og eneste fajancemuseum og blev åbnet i 1986 på Eie i Egersund.
- Stoplesteinan er et «Stonehenge» i mindre version, dvs. en stencirkel. Den er over 1000 år gammel og kan være op til 2000 år. Det vides ikke, hvem der har bygget den og til hvilket formål.
- Egersund centrum er et bycenter med flere arkitektonisk bevaringsværdige bygninger. Byen er en af de bedst bevarede træhusbebyggelser i Norge.
  - Strandgaten har tæt og varieret bebyggelse og var tidligere byens hovedgade. Den anlagdes i 1843 efter bybranden. Mod havet lå købmændenes og skibsredernes ejendomme, mens søfolk, håndværkere mv. holdt til på skråningerne på gadens modsatte side. Strandgaten betegnes som en gade i sen-empire-stil.
  - Havnen er byens facade mod havet og bærer tydeligt præg af den betydning, fiskeri og skibsfart har haft. Her findes også handelsfirmaer, som betjener skibsfarten og fiskeforædlingsvirksomheder mv.
  - Storgaten har som navnet siger også været hovedgade i Egersund, før bilismen for alvor gjorde sit indtog og krævede en anden standard for vejnettet. Men gaden er fremdeles en livlig handelsgade, der er gågade og har mange forretninger. Hvor den krydser Kirkegate ligger Grisatorget, hvor der tidligere handledes smågrise, hvilket en skulptur på pladsen af billedhuggeren Skule Vaksvik minder om.
  - Hauen er Egersunds "middelalderby", med samme opdeling i grunde, som da området blev udbygget, sandsynligvis i tiden 1750 – 1800. Hauen har udviklet sig uden nogen byplan. Her var boliger, udhuse, værksteder, loer osv. Området var truet af nedrivning i slutningen af 1970'erne, men fremstår nu i renoveret stand.

## Kendte personer fra Egersund
- Anna Bugge (1862–1928), kvindesagsforkæmper og diplomatisk repræsentant for Sverige i Geneve
- Kaare Tronitz Refsland forfatter
- Gunnar Kvassheim, nuværende leder af energi- og miljøkomiteen i Norge.
- Bengt Sæternes, fodboldspiller i Vålerenga
- Jørgen Tengesdal, fodboldspiller i Viking FK
- Johan Lædre Bjørdal, fodboldspiller i blandt andet danske AGF.
- Ingvar Hovland (1954-), tekstforfatter.